# Башкорд
Башко́рд (Башкурд, Башкард) (? — после 1184 года) — хан крупной (около 20 тыс. чел.) половецкой орды в бассейне Южного Буга.

## Биография
В 1151 году в сражении князя Юрия Долгорукого с князем Изяславом Мстиславичем при реке Руте был убит князь Владимир Черниговский, жена его бежала к половцам и вышла замуж за их хана Башкорда.. Она была дочерью Всеволода Городенского.
Под 1159 годом летопись отмечает, что пребывавший в Приднестровье бывший звенигородский князь Иван Ростиславич Берладник, заключив с Башкордом военный союз, ходил на «подунайские земли», ограбил их и, подойдя к галицким городам Кучелмину и Ушице, «пакостяше» галицким рыбакам. Он, однако, не разрешил Башкорду ограбить эти городки, в результате чего «…разгневашеся половци, ехаша от Ивана». Башкорд перешёл на сторону князя Изяслава Давыдовича, вместе с которым отступил от осаждённого Белгорода к Юрьеву.
Больше в летописи хан Башкорд не упоминается и дальнейшая его судьба неизвестна. Исследователи предполагают, что он мог откочевать в Приуралье или же остался в Русских степях после затишья в русско-половецких отношениях. Время и место возможной смерти, а также возраст неизвестны. Предположительно, могила может находиться на территории современной Украины или на Урале в современной России.
Под 1184 годом упоминается один из пленённых после битвы на реке Орели половецких ханов с похожим именем Башкарт, но, был ли это Башкорд, достоверно неизвестно.